# Hermann Kaulbach

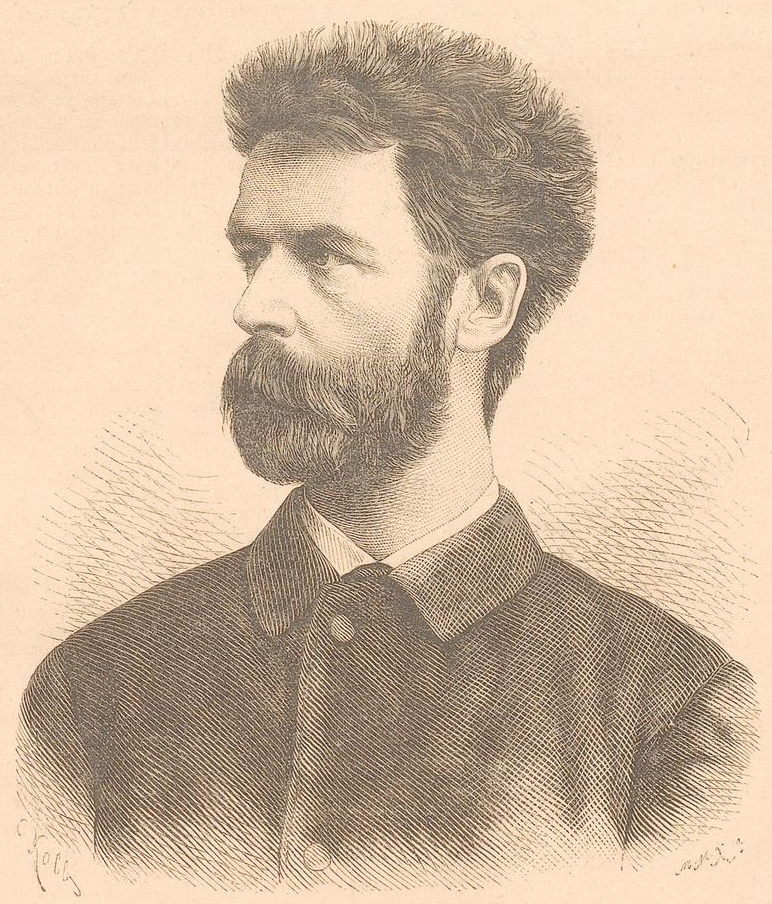
Hermann Kaulbach.

Hermann von Kaulbach, född 26 juli 1846 i München, död där 9 december 1909, var en tysk målare. Han var son till Wilhelm von Kaulbach.
Kaulbach målade främst genreartade historiska scener, såsom Mozarts sista studier. I sina barnbilder och illustrationer till barnrim visar prov på en välgörande humor och en frisk känsla.